# Bugac
Bugac è un comune dell'Ungheria situato nella contea di Bács-Kiskun, nell'Ungheria meridionale di 2 869 abitanti (dati 2009)
È un centro noto per l'allevamento di cavalli e la coltivazione di pomodori.

## Società

### Evoluzione demografica
Secondo i dati del censimento 2001 il 94,0% degli abitanti è di etnia ungherese, lo 0,3% di etnia tedesca